# 1691
Évszázadok: 16. század – 17. század – 18. század
Évtizedek: 1640-es évek – 1650-es évek – 1660-as évek – 1670-es évek – 1680-as évek – 1690-es évek – 1700-as évek – 1710-es évek – 1720-as évek – 1730-as évek – 1740-es évek
Évek: 1686 – 1687 – 1688 – 1689 –  1690 – 1691 – 1692 – 1693 – 1694 – 1695 – 1696

## Események

### Határozott dátumú események
- július 12. – Antonio Pignatelli bíborost választják meg pápának, aki a XII. Ince nevet veszi fel.[1]
- augusztus 19. – A szalánkeméni csatában – a Savoyait ideiglenesen leváltó – Bádeni Lajos őrgróf vezette császári sereg győzelmet arat Köprülü Musztafa török nagyvezír csapatai fölött.[2]
- augusztus 20. – I. Lipót újabb privilégiumot ad a szerbeknek. (Lásd: 1690. augusztus 21.)[3]
- szeptember 22. – IV. János György kerül a szász választófejedelmi székbe.[1]
- december 4. – A Diploma Leopoldinum kiadása.[4]

### Határozatlan dátumú események
- az év folyamán –  John Tyzacke angol mérnök szabadalmaztatja a mosógépet.[5]

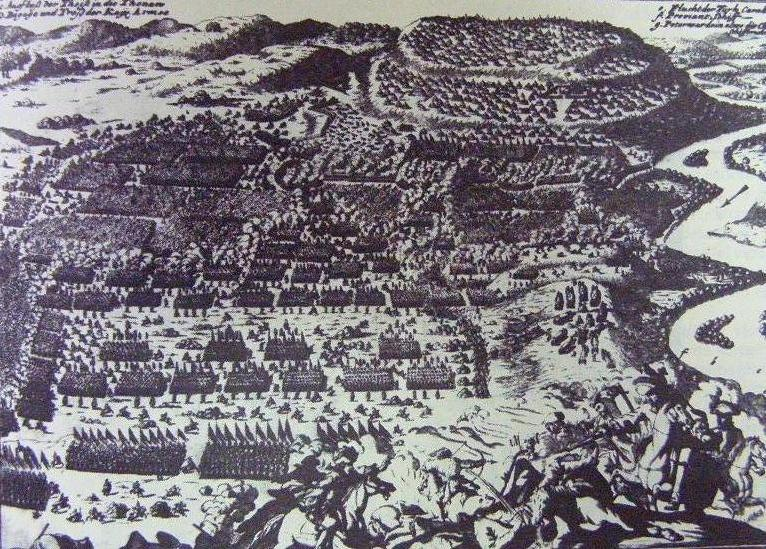
A szalánkeméni ütközet korabeli rajza

## Születések
- február 27. – Edward Cave angol nyomdász, szerkesztő és kiadó, a „The Gentleman's Magazine” című kiadvány, az első modern értelemben vett magazin megalapítója († 1754)
- augusztus 25. – Alessandro Galilei itáliai építész († 1737)
- augusztus 28. – Erzsébet Krisztina magyar királyné braunschweig–wolfenbütteli hercegnő, Mária Terézia magyar királynő édesanyja, aki korának nevezetes szépsége volt. († 1750)

## Halálozások
- február 1. – VIII. Sándor pápa (* 1610)[6]
- június 22. – II. Szulejmán oszmán szultán (* 1642)
- augusztus 19. – Zrínyi Ádám, Zrínyi Miklós fia (* 1662)